# (4673) Bortle
(4673) Bortle (1988 LF) – planetoida z grupy pasa głównego asteroid okrążająca Słońce w ciągu 4,08 lat w średniej odległości 2,55 j.a. Odkryta 8 czerwca 1988 roku.